# 林金生
林金生（1916年8月4日—2001年7月16日），日治臺灣嘉義廳打貓支廳新港街（今嘉義縣新港鄉），中華民國政治人物。曾任嘉義縣縣長、雲林縣縣長、交通部部長、內政部部長、考試院副院長。此外，林金生是臺灣雲門舞集創辦人林懷民的父親。

## 簡介
祖父林維朝，為清光緒十三年（1887年）秀才，曾任日治時期嘉義廳參事。父親林開泰則為醫生，1916年畢業於臺灣總督府醫學校。
林金生日本東京帝國大學法學部畢業，二次大戰後曾擔任虎尾鎮長及雲林縣官派縣長，於1951年參加臺灣地方自治公職人員選舉，回老家參選嘉義縣第一屆縣長當選，競選連任敗給違紀參選的李茂松。
敗選後林金生轉往雲林縣發展，出任中國國民黨雲林縣黨部主任委員。1957年，林金生獲國民黨提名參選第三屆雲林縣長選舉，在中國國民黨雲林縣黨部幫助下擊敗王吟貴當選雲林縣縣長，1960年第四屆雲林縣長選舉中擊敗蘇東啟連任成功，1964年任滿。
之後，則任臺灣省政府委員、中國國民黨臺灣省黨部書記長、臺北市黨部主任委員、中央黨部副秘書長、交通部長、內政部部長、考試院副院長等職，是蔣經國初任行政院院長時任用的臺籍人士。

## 家庭
林金生與妻子林鄭翩翩育有四子一女，分別為長子林懷民、次子林崇民、三子林牧民、四子林政民以及長女林愛玲。其中長子林懷民為雲門舞集創辦人、舞蹈家。次子林崇民為牙醫師，1972年畢業於臺北醫學院牙醫學系，1979年於東京齒科大學大學院完成齒學博士學位，1980年7月成立診所執業。長女林愛玲下嫁板橋林家成員林宗毅長子林誠道，旅居美國。

## 外部連結
- 質樸．豁達．出處自如——林金生談他的從政生涯

| 中華民國政府職務 | 中華民國政府職務                                 | 中華民國政府職務 |
| ---------------- | ------------------------------------------------ | ---------------- |
| 嘉義縣政府       |                                                  |                  |
| 首任             | 嘉義縣縣長 第一屆 1951年6月1日－1954年6月2日     | 繼任： 李茂松    |
| 雲林縣政府       |                                                  |                  |
| 前任： 吳景徽    | 雲林縣縣長 第三、四屆 1957年6月2日－1964年6月2日 | 繼任： 廖禎祥    |
| 行政院           |                                                  |                  |
| 前任： 徐慶鐘    | 內政部部長 第十二任 1972年6月1日－1976年6月11日  | 繼任： 張豐緒    |
| 前任： 高玉樹    | 交通部部長 第十任 1976年6月11日－1981年12月1日   | 繼任： 連戰      |
| 考試院           |                                                  |                  |
| 前任： 張宗良    | 考試院副院長 第九任 1984年9月1日－1993年4月24日  | 繼任： 毛高文    |